# Mara Corday
Mara Corday, född Marilyn Joan Watts, född 3 januari 1930 i Santa Monica, död 9 februari 2025, var en amerikansk showgirl, fotomodell, skådespelerska och Playboy Playmate från 1950-talet.

## Filmografi (urval)
- Biljett till Broadway (1951)
- Problem Girls (1953)
- Sweethearts on Parade (1953)
- Playgirl (1954)
- Tre sjömän i Paris (1954)
- Med osäkrad revolver (1955)
- Hämndens dag (1956)
- The Giant Claw (1957)
- Sudden Impact (1983)